# Merel Roze
Merel Roze (Zaandam, 1975) is een Nederlandse schrijfster.
Roze groeide op in Amsterdam. Na het Barlaeus Gymnasium studeerde ze in 2000 af in Film- en Theaterwetenschappen aan de Universiteit van Amsterdam. In april 2001 startte zij haar weblog (blog) "merelroze", waarmee ze een van de eerste Nederlandse bloggers was. De site groeide uit tot een van de bekendste weblogs van Nederland die in 2006 de Dutch Bloggie voor 'Best Geschreven Weblog' won.
In 2006 verscheen bij uitgeverij Archipel haar debuutroman Fantastica over de spanning die ontstaat doordat de hoofdpersoon een pathologische leugenaar ontmoet. De weekenden waren voor haar, Rozes tweede boek, is een variatie op het gegeven van de jeugdvriendschap; na een lange scheiding ontmoeten twee vriendinnen elkaar opnieuw, en dan blijken hun herinneringen sterk te verschillen. In 2009 schreef zij samen met Chrétien Breukers Schrijfwijzer voor het web, tactieken en technieken voor creatief schrijvers op internet. 
In 2023 verscheen in eigen beheer het schrijfboek De regels van Roze - en al het andere wat je moet weten over online schrijven. 
Merel Roze werkt als freelance schrijftrainer, (eind)redacteur en columnist.